# Rue Berlioz (Marseille)
Pour les articles homonymes, voir Rue Berlioz.
La rue Berlioz est une voie située dans le 6e arrondissement de Marseille. 

## Situation et accès
Elle va de la rue de Lodi jusqu'à la rue de Rome puis est prolongée vers l'Ouest par la rue Dragon.
La rue Berlioz se situe à proximité de la place Castellane et de la station de métro Castellane.

## Origine du nom
Cette rue a été nommée en hommage à Hector Berlioz.

## Historique
Elle s'appelait précédemment rue « Montée de Lodi ».